# Lindenstraße 6 (Moorenweis)

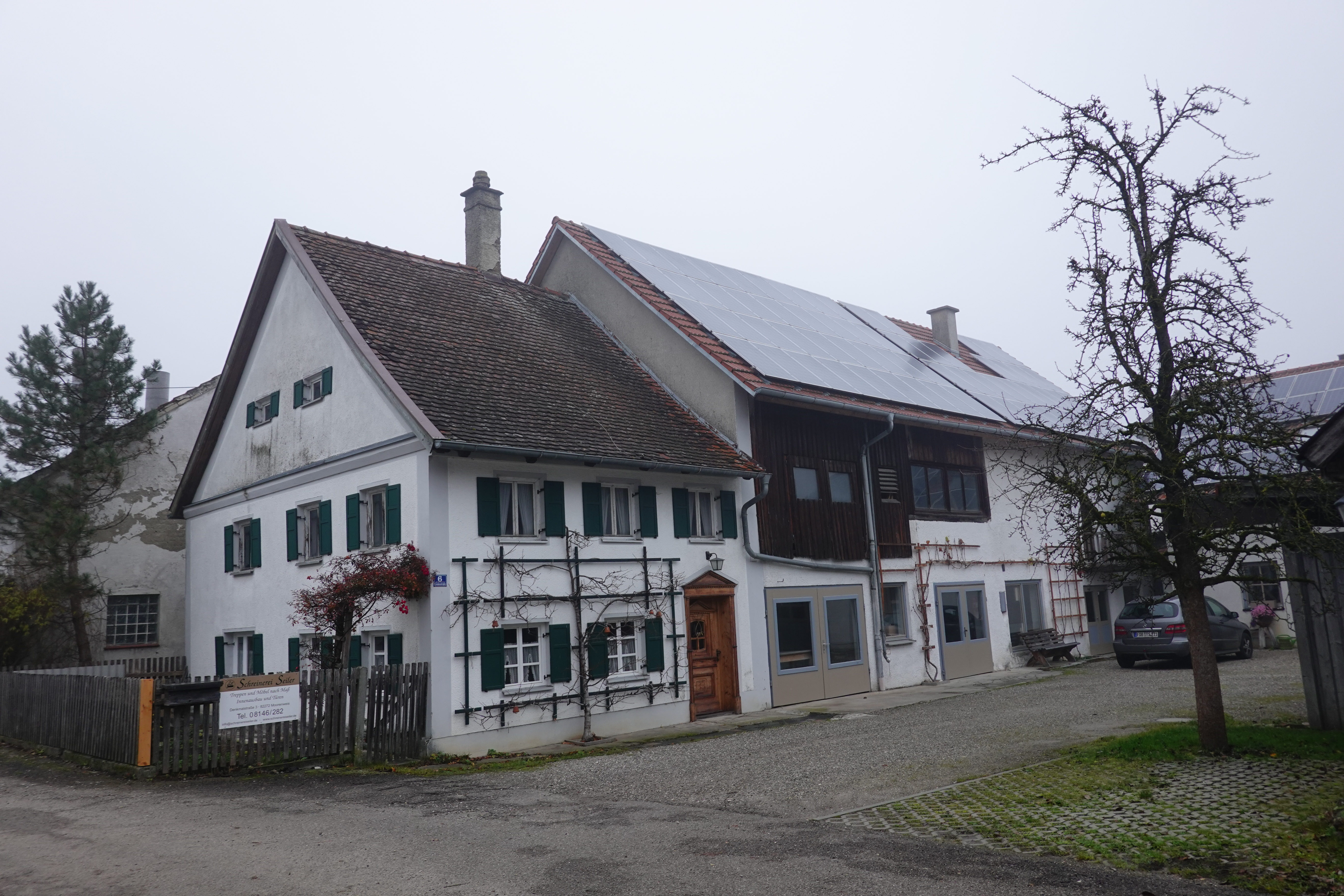
Lindenstraße 6, Moorenweis

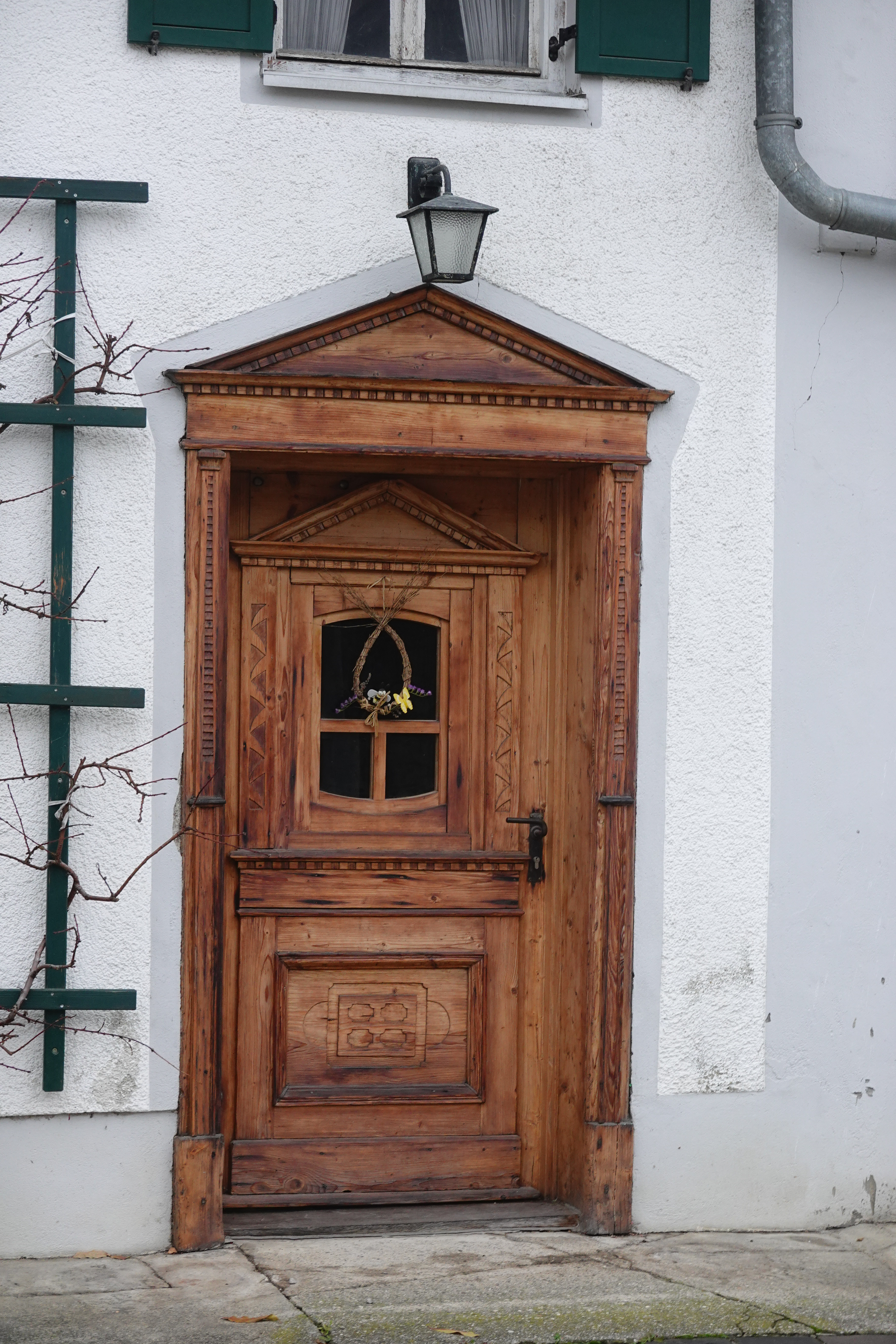
Spätklassizistische Haustür

Die Lindenstraße 6 ist der Wohnteil eines zweigeschossigen ehemaligen Bauernhauses in Moorenweis. Der Putzbau mit spätklassizistischer Haustür und Satteldach wurde 1812 errichtet und ist heute unter der Nummer D-1-79-138-30 als Denkmalschutzobjekt in der Liste des Bayerischen Landesamtes für Denkmalpflege eingetragen.